# Andrea Pellegrino
Andrea Pellegrino, né le 23 mars 1997 à Bisceglie, est un joueur de tennis italien, professionnel depuis 2016.

## Carrière
Après plusieurs années à écumer les tournois Futures et Challenger avec un succès relatif, Andrea Pellegrino se fait remarquer une première fois en octobre 2020 en passant un tour à l'Open de Sardaigne. En avril 2021, il remporte à Rome son premier Challenger contre Hugo Gaston. Entre les mois de juin et septembre, il perd douze matchs consécutifs puis se reprend en atteignant deux finales à Lisbonne et Naples. L'année suivante, il est titré à Vicence et finaliste à Gênes. En 2023, il remporte le double de l'Open du Chili avec son compatriote Andrea Vavassori.

## Palmarès

### Titre en double messieurs
| No | Date       | Nom et lieu du tournoi       | Catégorie | Dotation  | Surface      | Partenaire       | Finalistes                      | Score             |          |
| -- | ---------- | ---------------------------- | --------- | --------- | ------------ | ---------------- | ------------------------------- | ----------------- | -------- |
| 1  | 27-02-2023 | Movistar Chile Open Santiago | ATP 250   | 642 735 € | Terre (ext.) | Andrea Vavassori | Thiago Seyboth Wild Matías Soto | 6-4, 3-6, [12-10] | Parcours |

## Parcours dans les tournois duGrand Chelem

### En double messieurs
| Année | Open d'Australie                                                                   | Open d'Australie | Internationaux de France | Internationaux de France | Wimbledon | Wimbledon | US Open | US Open |
| ----- | ---------------------------------------------------------------------------------- | ---------------- | ------------------------ | ------------------------ | --------- | --------- | ------- | ------- |
| 2024  | 1er tour (1/32) M. Arnaldi \|\| style="text-align:left;" \| S. Balaji V. V. Cornea |                  |                          |                          |           |           |         |         |

N.B. : le nom du partenaire se trouve sous le résultat ; les noms des ultimes adversaires se trouvent à droite.

## Classements ATP en fin de saison
| Année          | 2014 | 2015 | 2016 | 2017 | 2018 | 2019 | 2020 | 2021 | 2022 | 2023 | 2024 |
| Rang en simple | 1614 | 1527 | 471  | 354  | 507  | 343  | 279  | 218  | 184  | 156  | 260  |
| Rang en double | 1629 | 1026 | 413  | 336  | 214  | 205  | 193  | 218  | 701  | 82   | 292  |

Source : (en) Classements de Andrea Pellegrino sur le site officiel de la Fédération internationale de tennis